# Kapitell

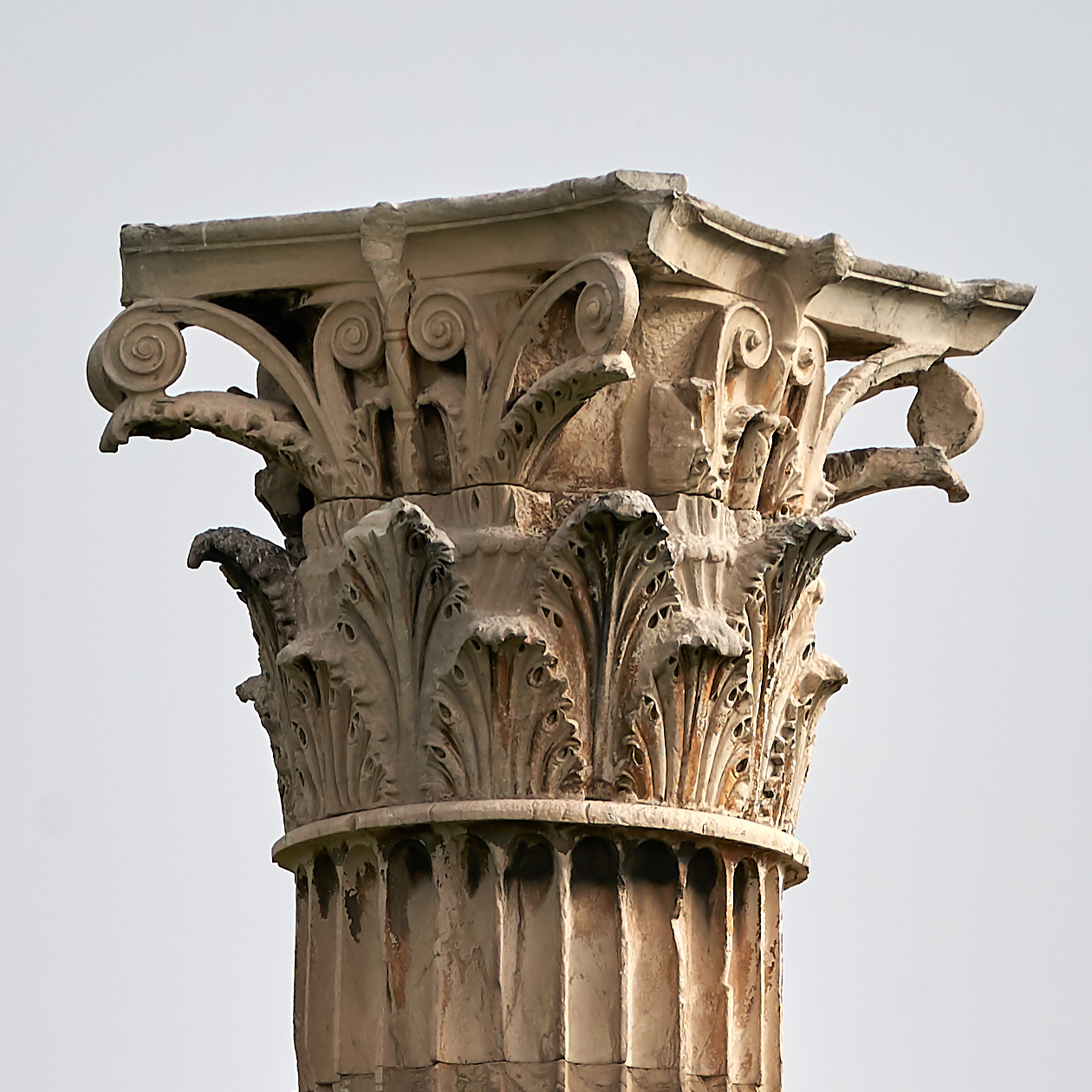
Korinthisches Kapitell des Olympieion in Athen (um 170 v. Chr.)

Ein Kapitell [kapiˈtɛl] (auf der letzten Silbe zu betonen, von lat. capitellum „Köpfchen“ zu caput „Kopf“), früher auch (Säulen-)Knauf, ist der obere Abschluss einer Säule, einer Ante, eines Pfeilers oder eines Pilasters.
Das Kapitell ist plastisch meist deutlich ausgeformt. Es ist ein wichtiges ornamentales Element und oft floral, mit Voluten oder figurativ ausgeführt. Die Überleitung vom Rund der Säule zur quadratischen Deckplatte ist das formale Grundthema des Säulenkapitells. Im Laufe der Geschichte haben sich vielfältige Arten von Kapitellen ausgebildet.
In der Architektur der Antike und von der Renaissance bis zum Historismus wurden vor allem die fünf klassischen Kapitellformen verwendet: toskanisch, dorisch, ionisch, korinthisch und komposit. In den dazu korrespondierenden Säulenordnungen waren sie in ein System von formalen Regeln über Proportionen und Form der darunter befindlichen Säulen und des darüber liegenden Gebälks eingebunden.

## Kapitelle der Säulenordnungen
In der griechischen Architektur werden die Kapitelle in drei Haupttypen unterteilt, die in der Säulenordnung festgelegt sind: das dorische, das ionische und das korinthische Kapitell. Erst in der römischen Zeit kamen das toskanische und das komposite Kapitell hinzu. In der Renaissance wurden diese fünf Formen kodifiziert, erstmals bei Sebastiano Serlio. Das dorische Kapitell hat – wie seine Ordnung – eine griechische und eine römische Ausprägung.
Alle klassischen Kapitelle bestehen aus dem Abakus, der oberen Deckplatte, und dem Echinus, der je nach Kapitellart, unterschiedlich gestaltet ist.

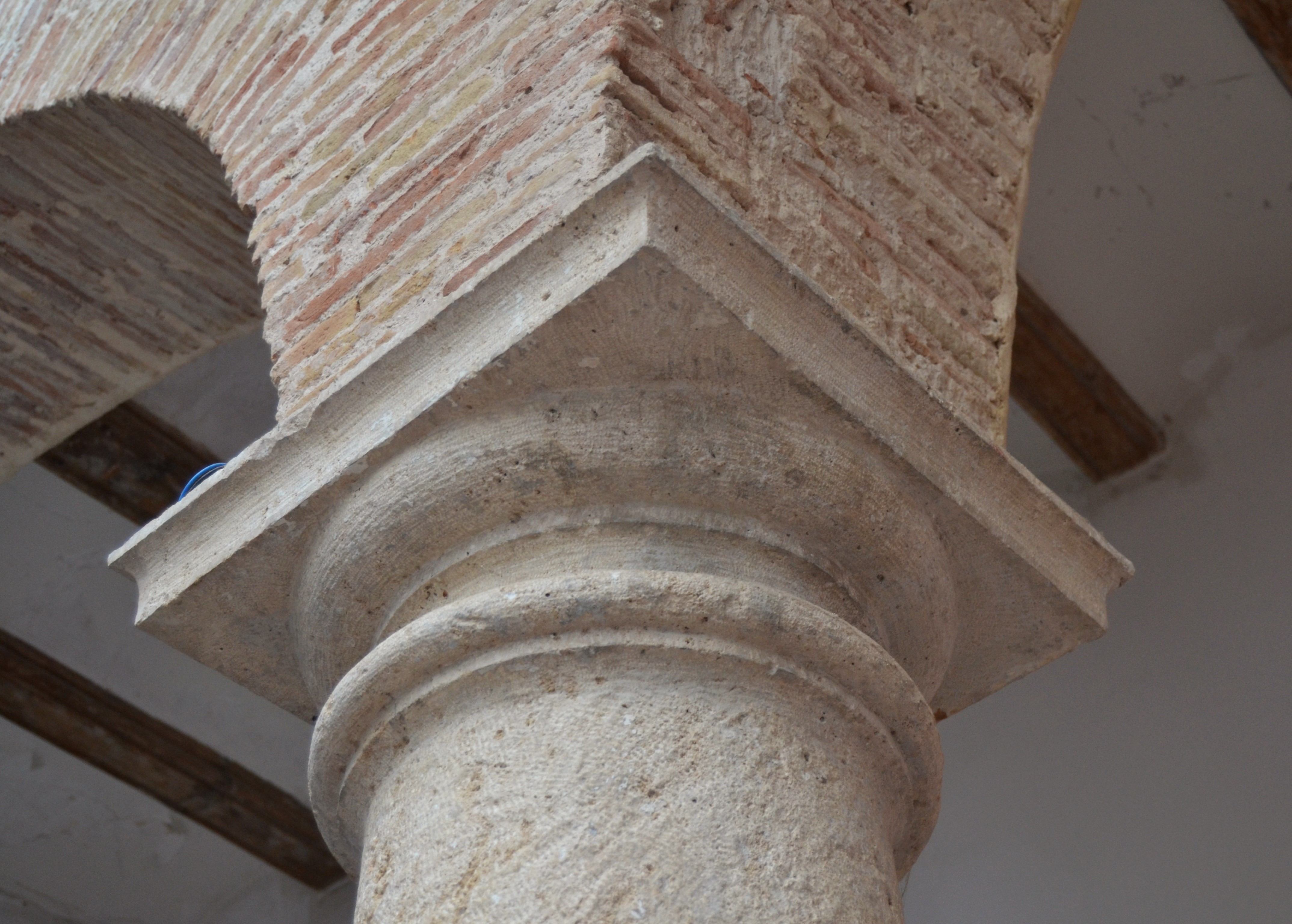
Toskanisches Kapitell
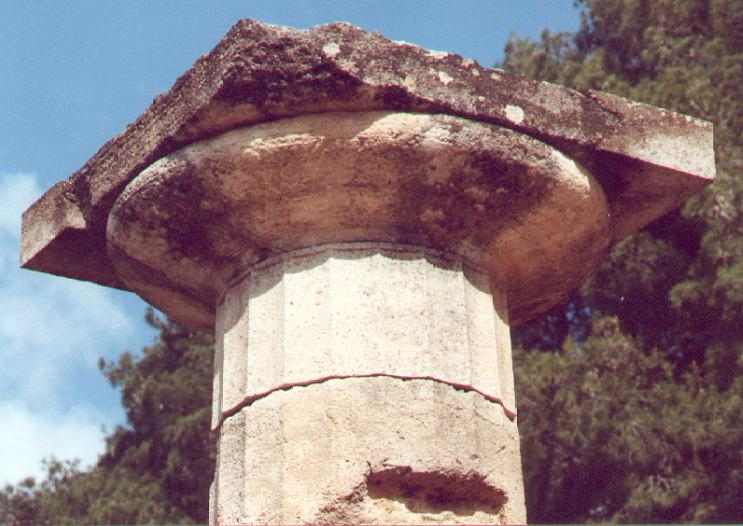
Dorisches Kapitell
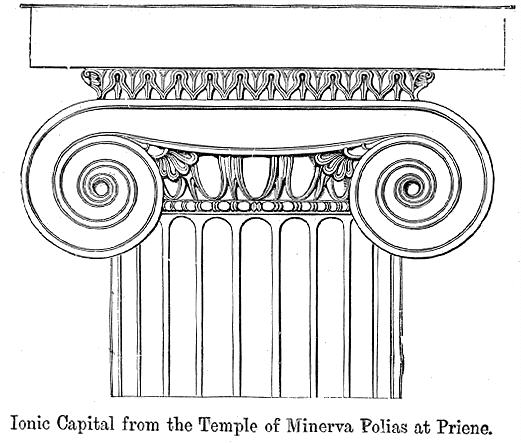
Ionisches Kapitell
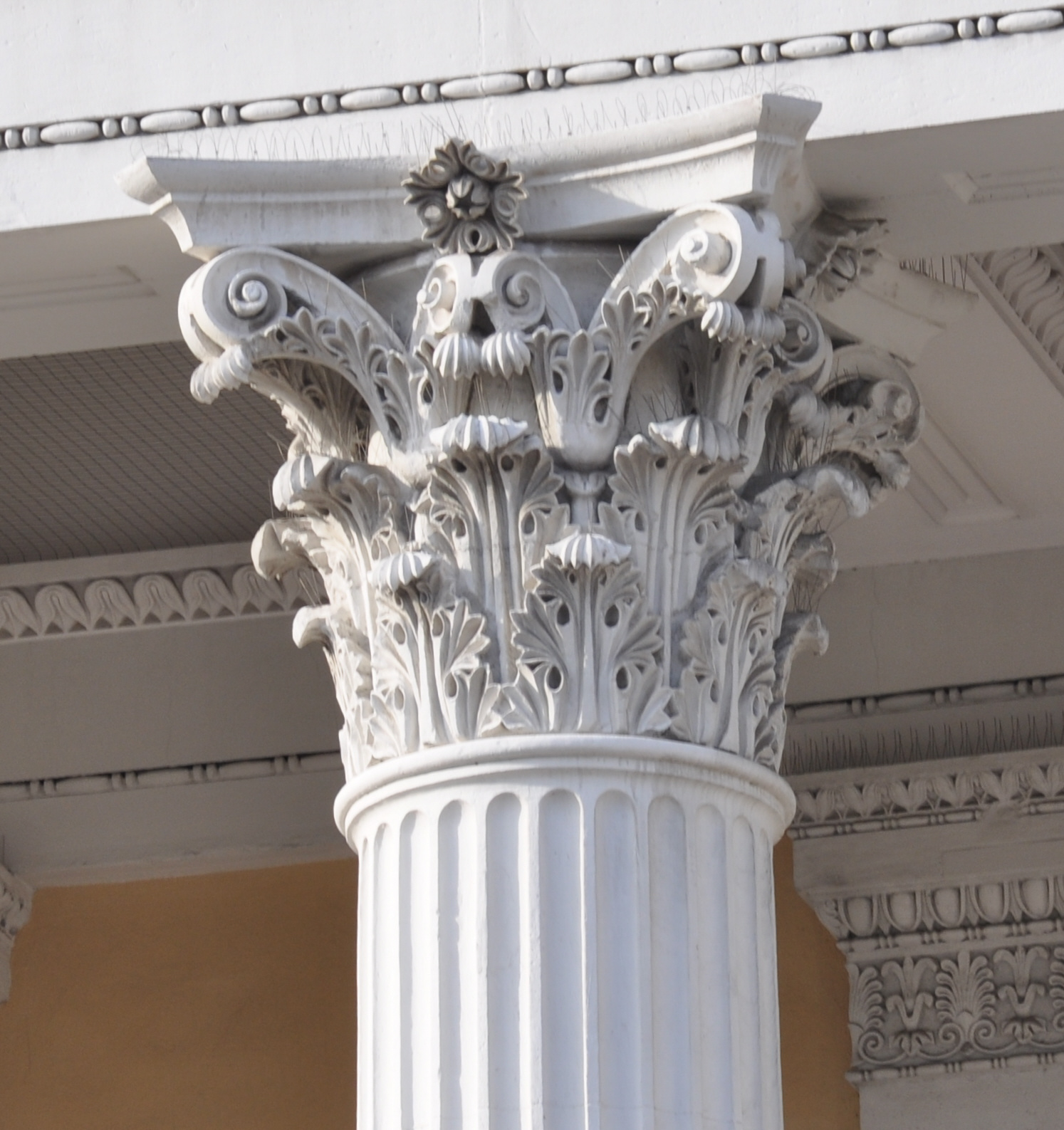
Korinthisches Kapitell
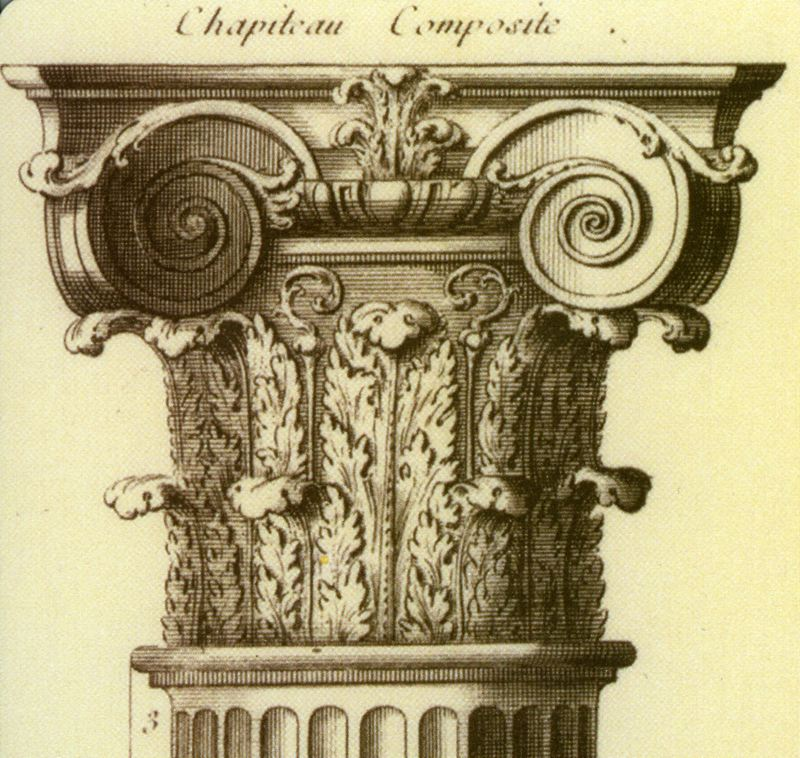
Kompositkapitell

## Kapitelle außerhalb der Säulenordnungen

### Ägypten
Die ägyptische Architektur hat die ersten bekannten Steinkapitelle hervorgebracht. Im Wesentlichen werden hier fünf Formen unterschieden:
1. Offenes Papyroskapitell
2. Geschlossenes Papyroskapitell
3. Lotoskapitell
4. Palmenkapitell
5. Das Hathorkapitell bekrönt die trommelförmige Hathorsäule, ist würfelförmig und zeigt an zwei gegenüberliegenden oder allen vier Seiten das Gesicht der Göttin Hathor unter einem blockförmigen Aufsatz (Sistrum).

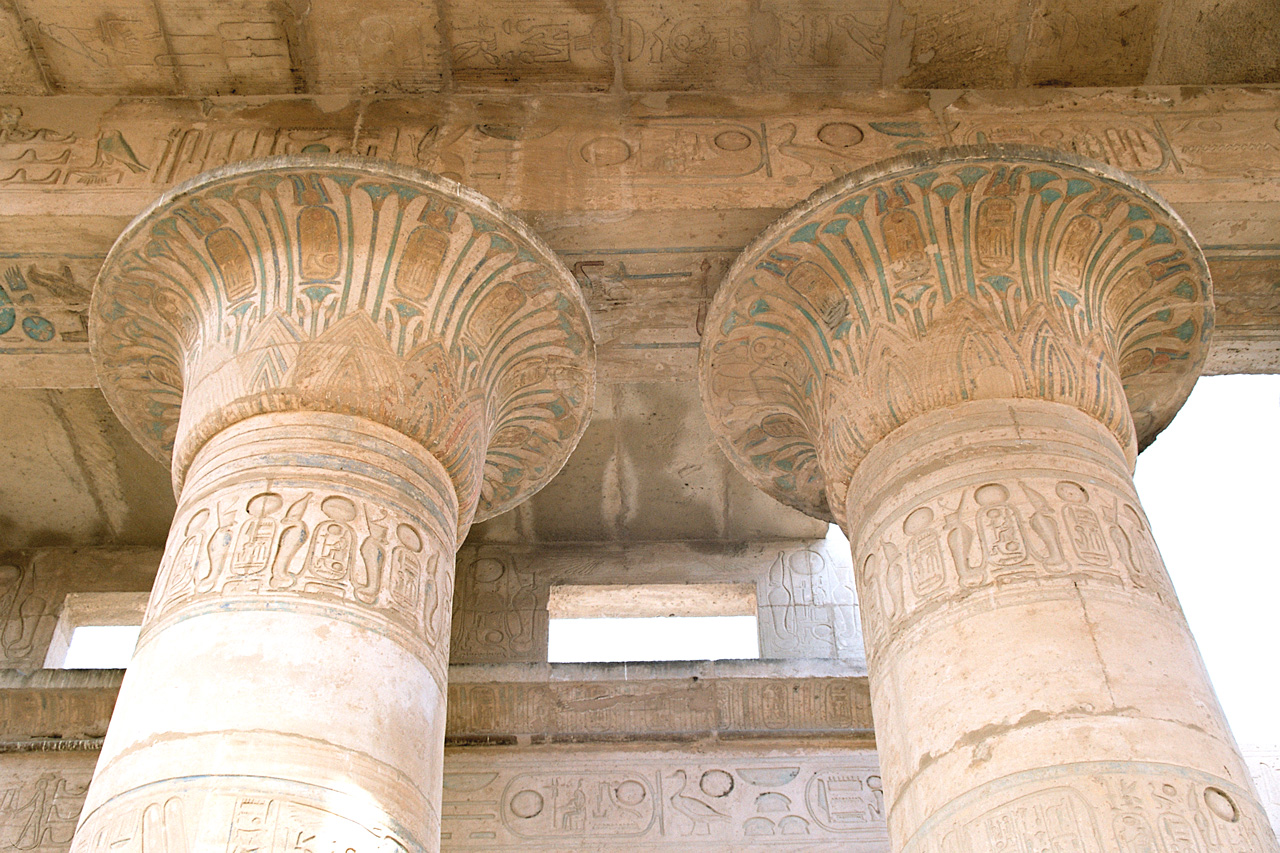
Offene Papyros-Kapitelle (Ramesseum, Luxor)
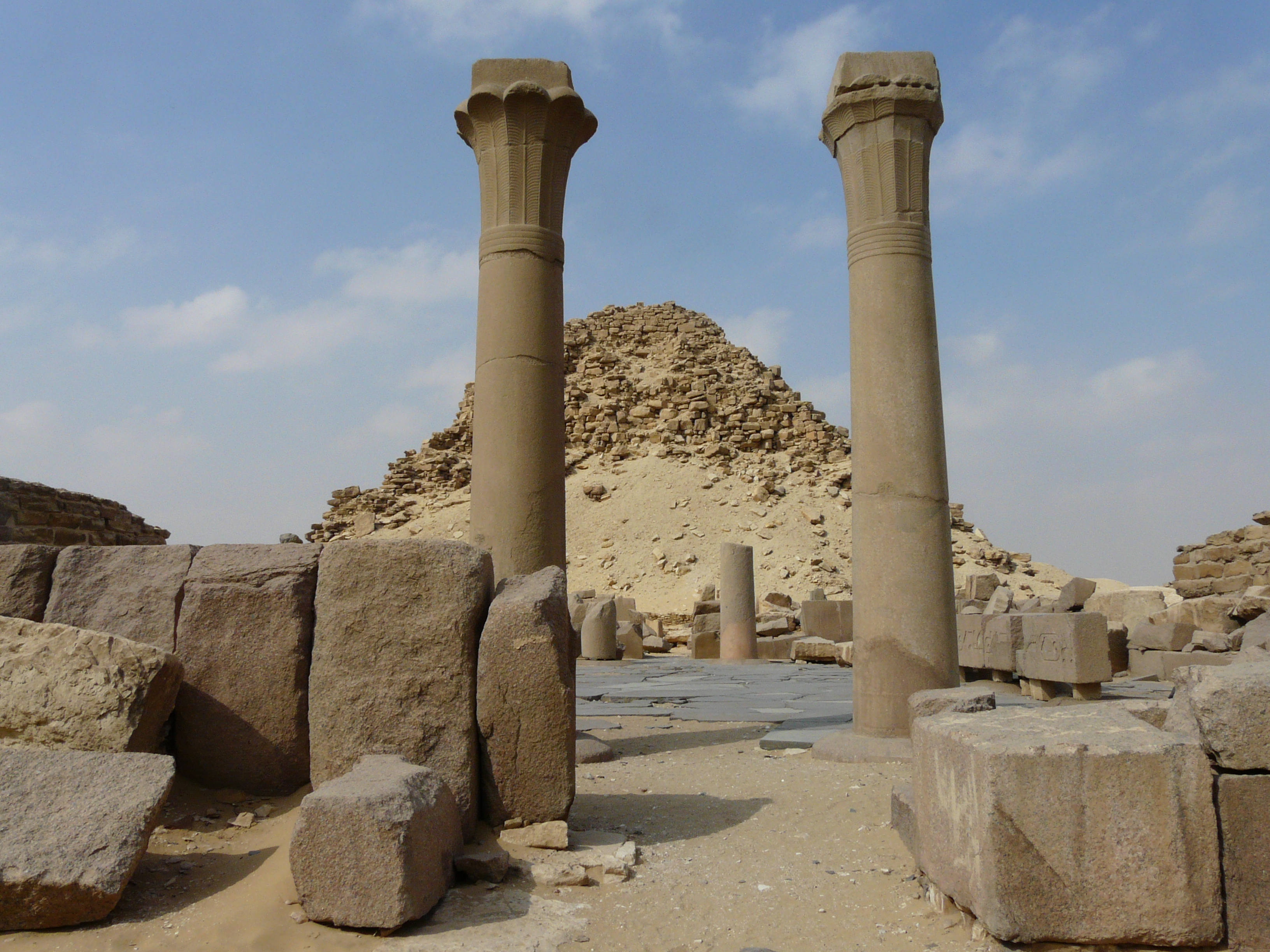
Palmenkapitell (Totentempel der Sahure-Pyramide)
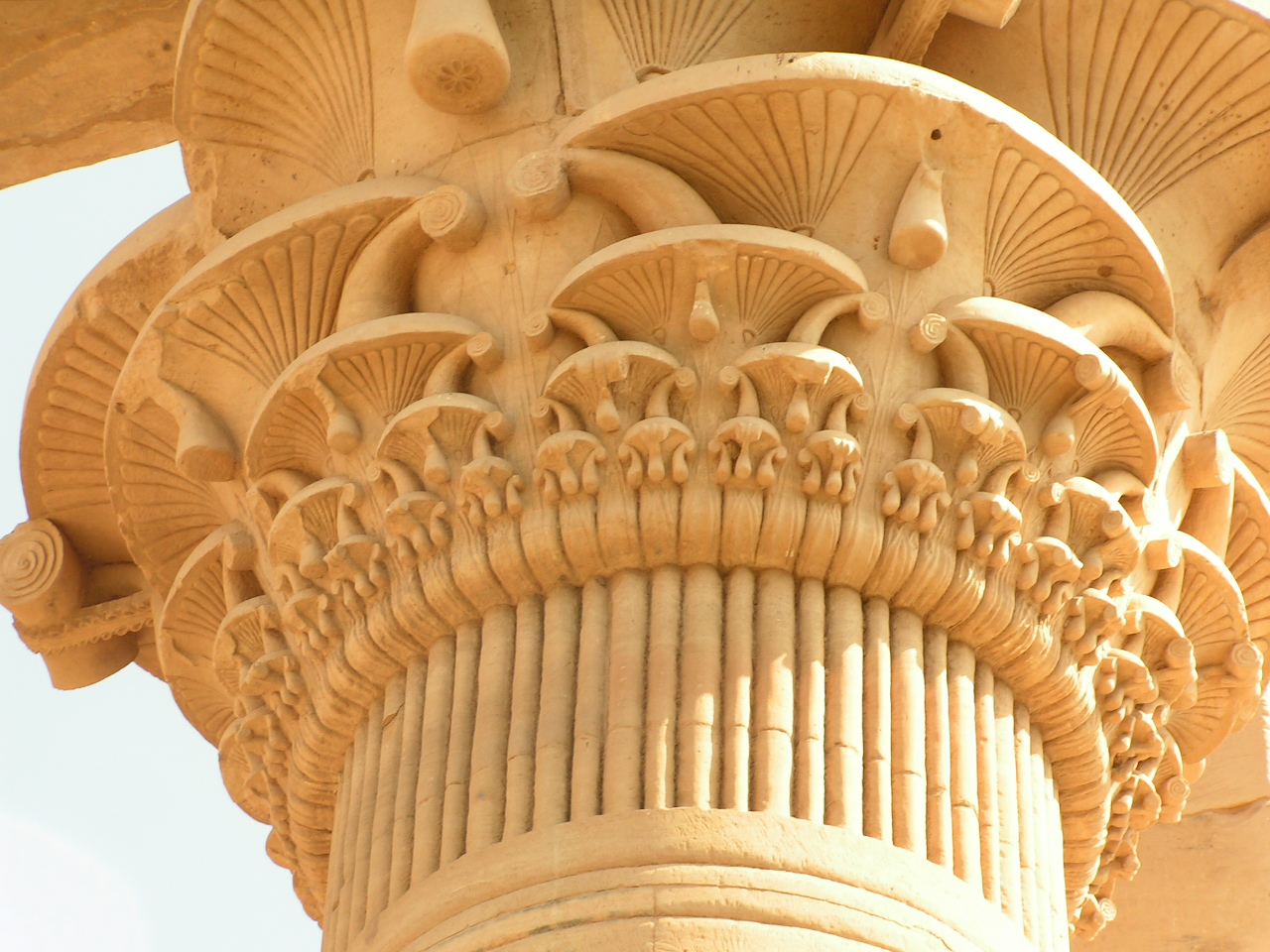
Lotoskapitell (Trajan-Kiosk auf Philae)
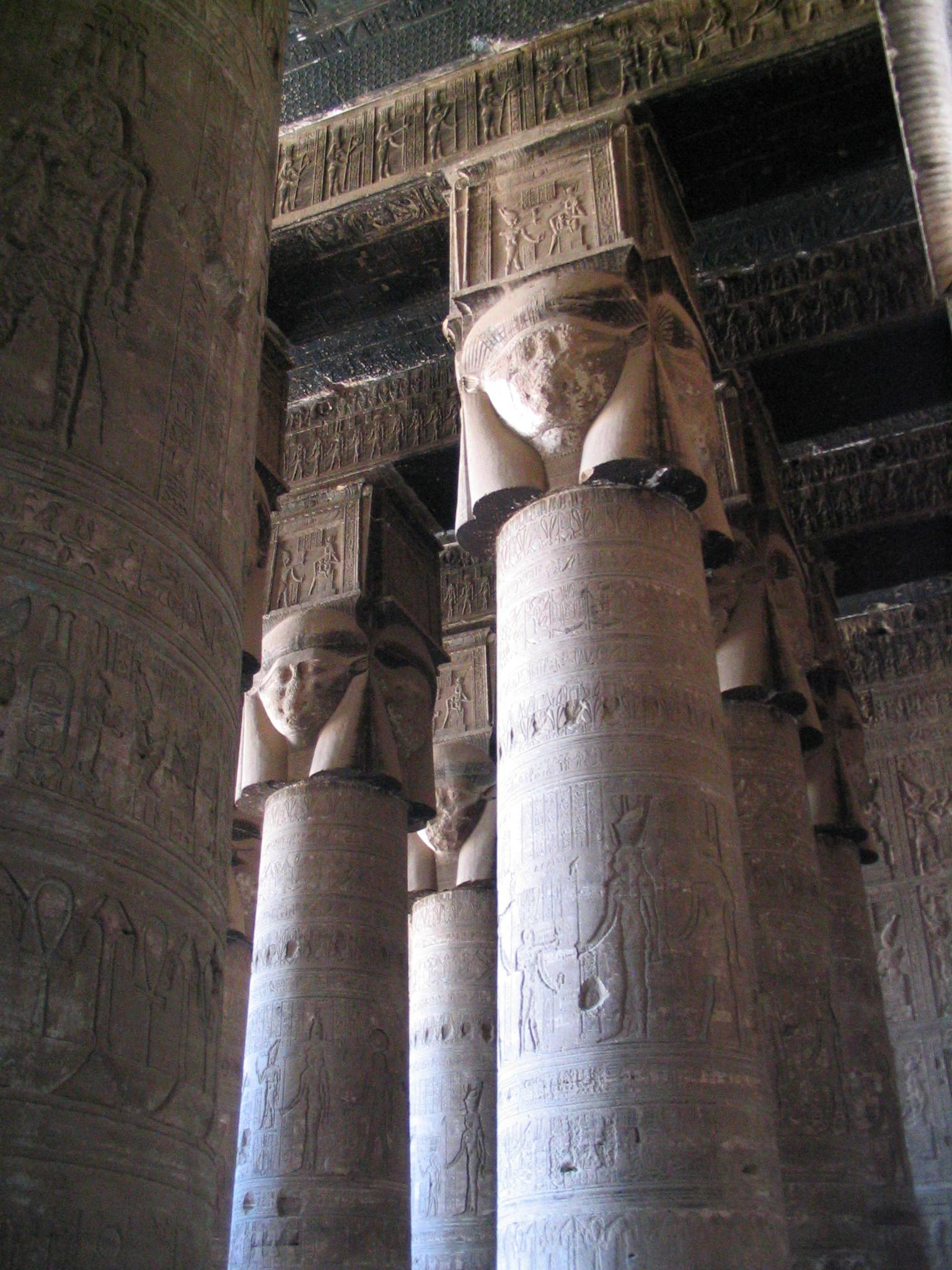
Hathorkapitelle (Tempel von Dendera)

### Romanik
In der Romanik waren besonders Figurenkapitelle beliebt.

### Indien
In der persisch beeinflussten indischen Kunst gibt es – mit Ausnahme der einzeln stehenden Edikt-Säulen des Kaisers Ashoka – kaum echte Säulen; die meisten freitragenden Stützelemente sind eher als Pfeiler zu bezeichnen, bei anderen finden sich säulenähnliche Einschübe. Entsprechend finden sich hier – abgesehen von einigen wenigen Lotoskapitellen – überwiegend kämpferähnliche Abschlüsse.

### Mittelamerika
Die mittelamerikanische Architektur kennt zwar in Ansätzen monolithische oder gemauerte bzw. aus Trommeln zusammengesetzte Rundstützen, diese haben jedoch weder ausgeformte Basen noch Kapitelle.

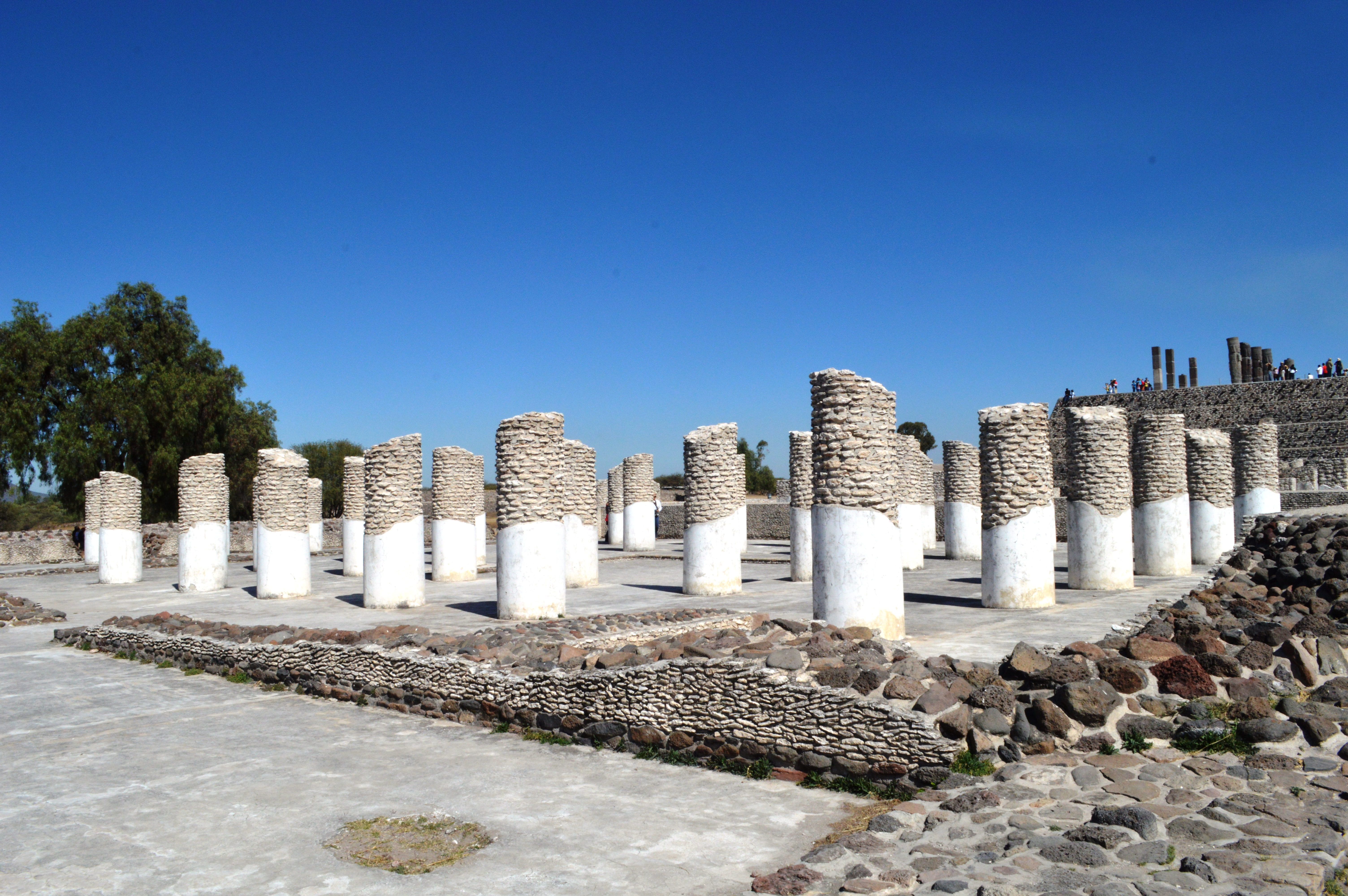
Tula, Hidalgo, Mexiko
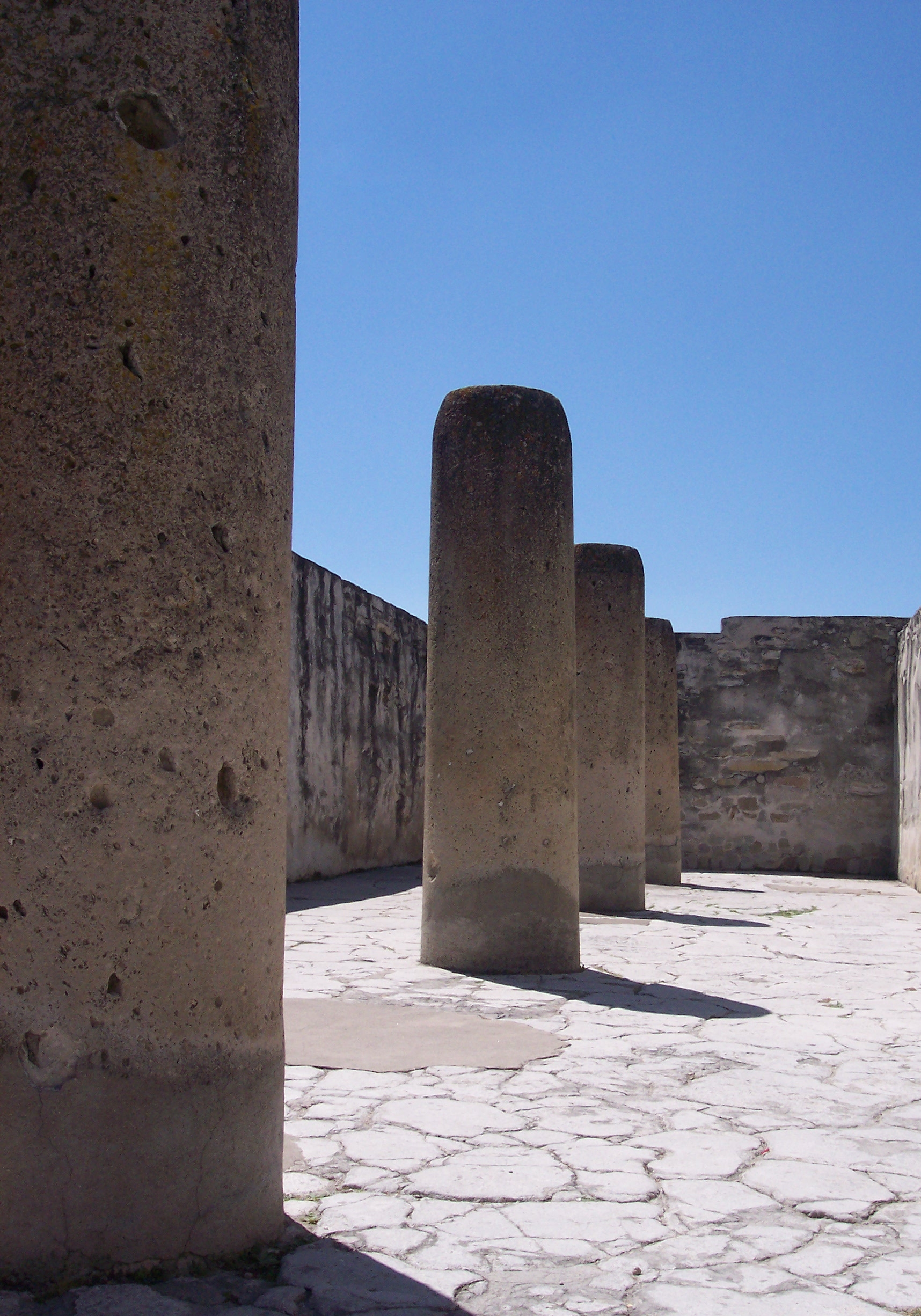
Mitla, Oaxaca, Mexiko
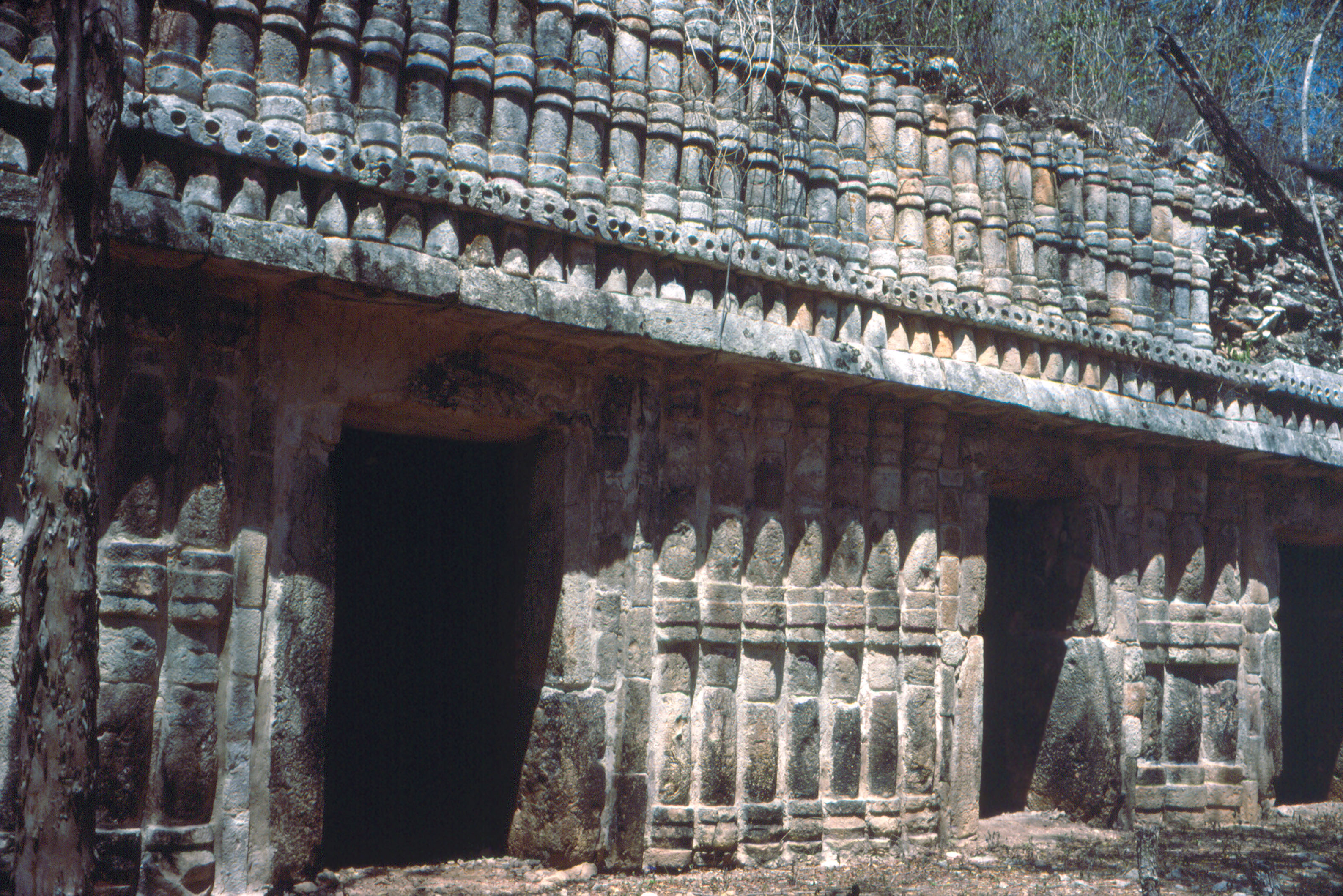
Sayil, Yucatán, Mexiko
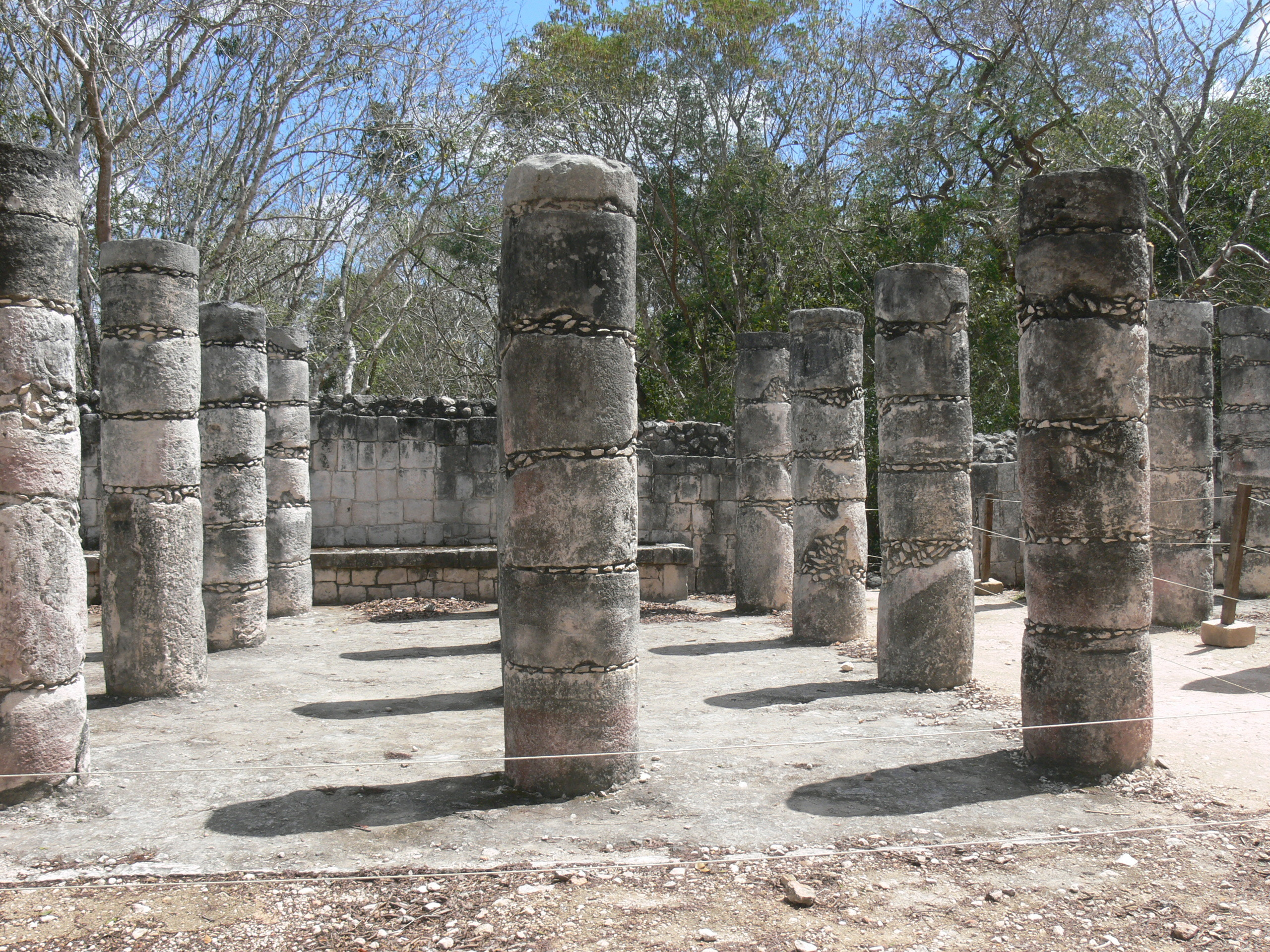
Chichen Itza, Yucatán, Mexiko

## Liste von Kapitellarten

### A
- Adlerkapitell: Kapitell mit Adlern, vorwiegend in der romanischen Baukunst. Häufig aus vier an den Kapitellecken stehenden Adlern gebildet.[3]
- Achämenidisches Kapitell: siehe persisches Kapitell
- Ägyptisches Kapitell: sind Lotuskapitell, Lilienkapitell, Papyruskapitell und Zeltstangenkapitell.
- Akanthuskapitell: siehe Korinthisches Kapitell, siehe auch Akanthus
- Antenkapitell
- Äolisches Kapitell: Das Äolische Kapitell ist nach der griechischen Küstenlandschaft Äolien benannt, in der das äolische Kapitell hauptsächlich vorkommt. Es handelt sich dabei um die Urform des ionischen Kapitells. Das Kapitell besteht aus einem Kranz herabhängender Blätter mit einem Blattknauf. Darauf liegen zwei nach oben ausgerichtete Voluten. Zwischen den Voluten wächst eine Palmette heraus.
- Antikes Kapitell: Das ist der Sammelbegriff für alle Kapitelle der Griechen und Römer. Dazu gehören das äolische Kapitell, das Antenkapitell, das dorische Kapitell, das ionische Kapitell, das korinthische Kapitell und das Kompositkapitell

### B

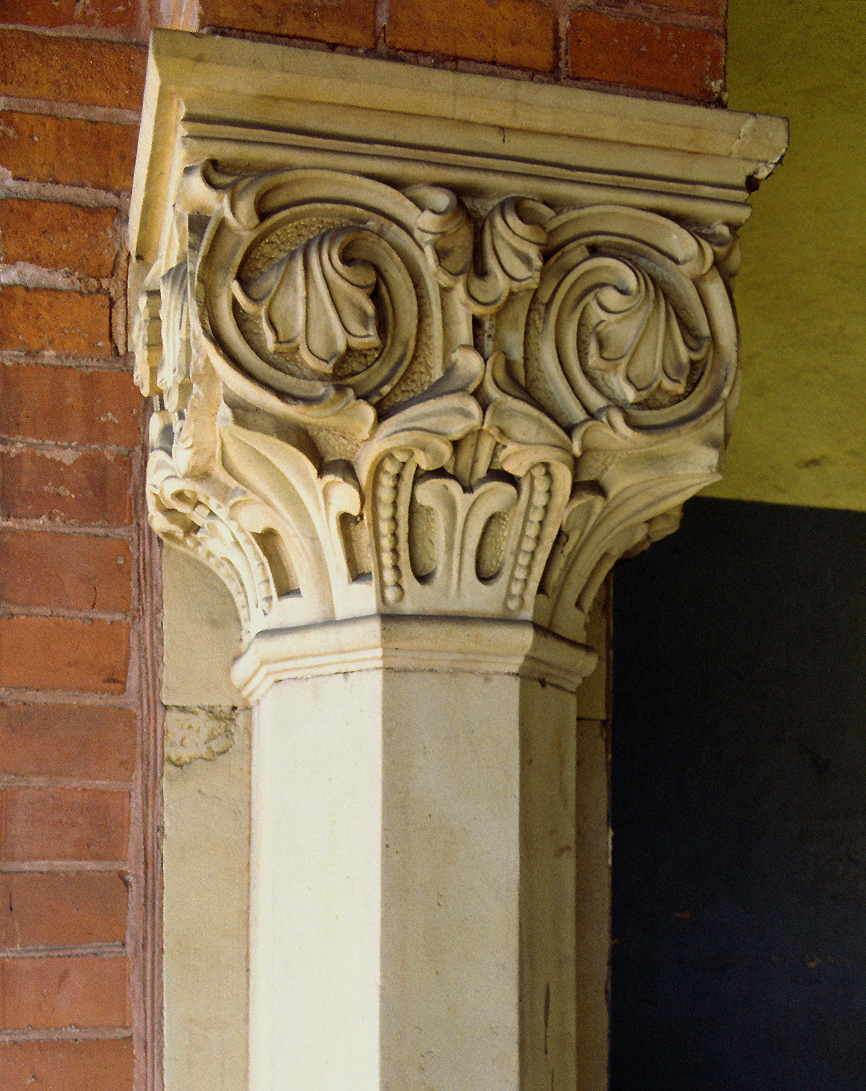
Blattkapitell von Conrad Wilhelm Hase am Empfangsgebäude vom Bahnhof Nordstemmen

- Bilderkapitell: siehe Figurenkapitell
- Blattkapitell[4] : Ein mit stilisierten oder auch naturgetreuen Blättern versehenes Kapitell wird Blattkapitell genannt. An antiken Kapitellen finden dabei beispielsweise Akanthusblätter Verwendung (siehe korinthisches Kapitell). Dieses Kapitell wurde in stilistischen Abwandlungen von der romanischen Baukunst übernommen. Heimische Blattformen wie Ahornblätter, Eichenblätter, Efeublätter und Weinblätter wurden zuerst naturgetreu später immer stärker stilisiert in der Gotik verwendet. Auch eine Mischform mit Blüten findet sich bei den Mittelalterlichen Kapitellen. In der Renaissance, im Barock und im Klassizismus wurde wieder die klassische Form des korinthischen Kapitells mit Akanthusblättern verwendet.
- Blütenkapitell: Typische Blütenkapitelle sind das ägyptische Lotuskapitell, Lilienkapitell und Papyruskapitell. Im Mittelalter kommen Blüten auch in Kapitellen vor, jedoch immer vermischt mit Blättern. Diese Mischform wird Blattkapitell genannt.
- Bossenkapitell: Ein steinmetzmäßig unfertiges, d. h. in Bossierung gebliebenes Kapitell.[5]
- Byzantinisches Kapitell

### D
- Doldenkapitell: Ein Blütenkapitell, bei dem die Blütenblätter geöffnet sind, wird Doldenkapitell genannt. Diese Kapitelle sind weit ausladend.
- Doppelwürfelkapitell: Beim Doppelwürfelkapitell liegen je zwei Halbkreisbögen an jeder der Seitenflächen nebeneinander.
- Dorisches Kapitell: Der Aufbau eines Dorischen Kapitells ist vom Säulenschaft beginnend eine Kerbe, der Säulenhals (Hypotrachelion), die Riemchen oder Ringe (Anuli), das eigentliche Kapitell, welches mit einem Wulst bzw. Polster (Echinus) auf der Säule aufliegt, und als Abschluss die quadratische Deckplatte (Abakus). Siehe auch: Dorische Ordnung.

### F

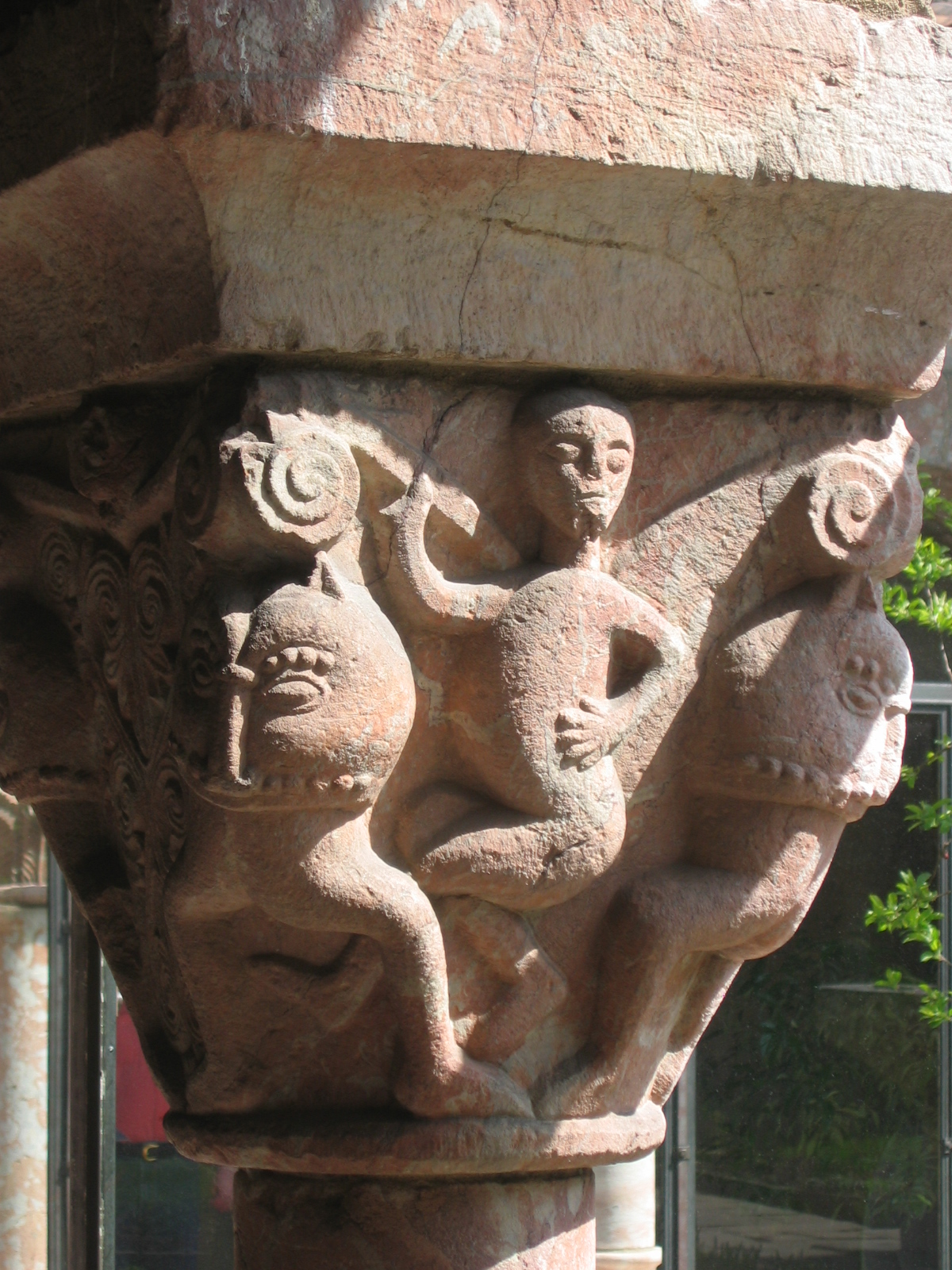
Figurenkapitell

- Faltenkapitell: romanisches Kapitell
- Figurenkapitell, Figürliches Kapitell: Bei dieser auch „Bilderkapitell“ genannten Kapitellform sind Menschen, Tiere und auch Fabelwesen (Chimären) abgebildet. Diese Figuren sind teilweise auch zu ganzen Szenen vereint, oft ist eine ganze Legende auf den Kapitellen einer Bogenreihe dargestellt oder eine Blattmaske gewählt. Diese in seltenen Fällen schon in der Spätantike vorkommende Kapitellform ist vor allem in der romanischen Baukunst in Frankreich seit ca. 1100 zu finden. In späterer Zeit (Gotik, Renaissance, Barock etc.) bleiben die Kapitelle wieder ohne figürlichen Schmuck.

### H
- Hathor-Kapitell
- nabatäisches oder Hörner-Kapitell

### I
- Ionisches Kapitell: mit zwei Spiralen im Kapitell, den Voluten. Siehe auch: Ionische Ordnung.
  - ... klassische Form
  - ... mittelalterliche Form
  - ionisches Renaissance-Kapitell

### J
- Januskapitell: zweiköpfiges Kapitell (abgeleitet vom römischen Gott des Anfangs und Endes)

### K
- Kämpferkapitell

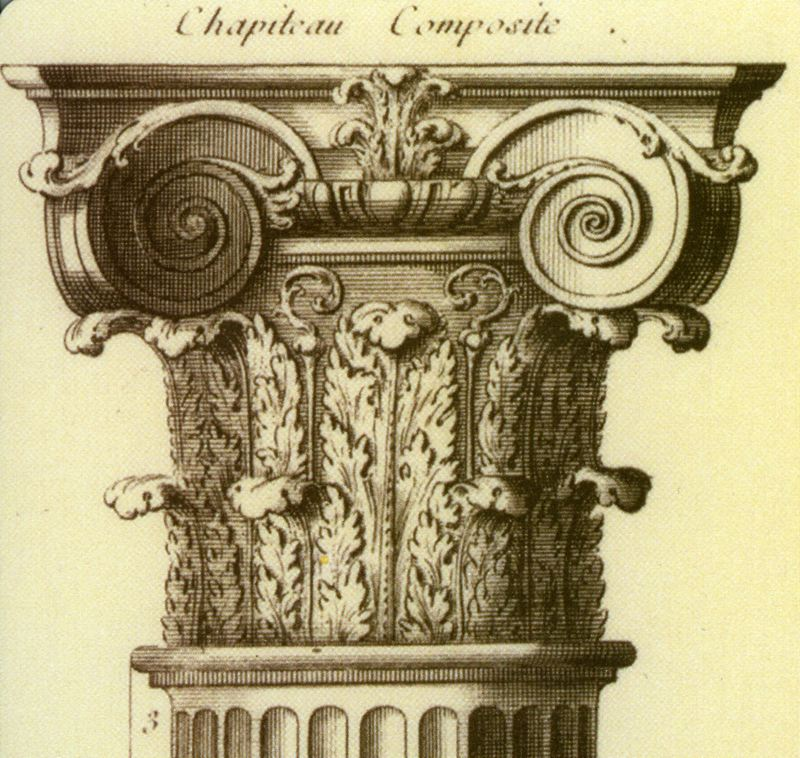
Kompositkapitell

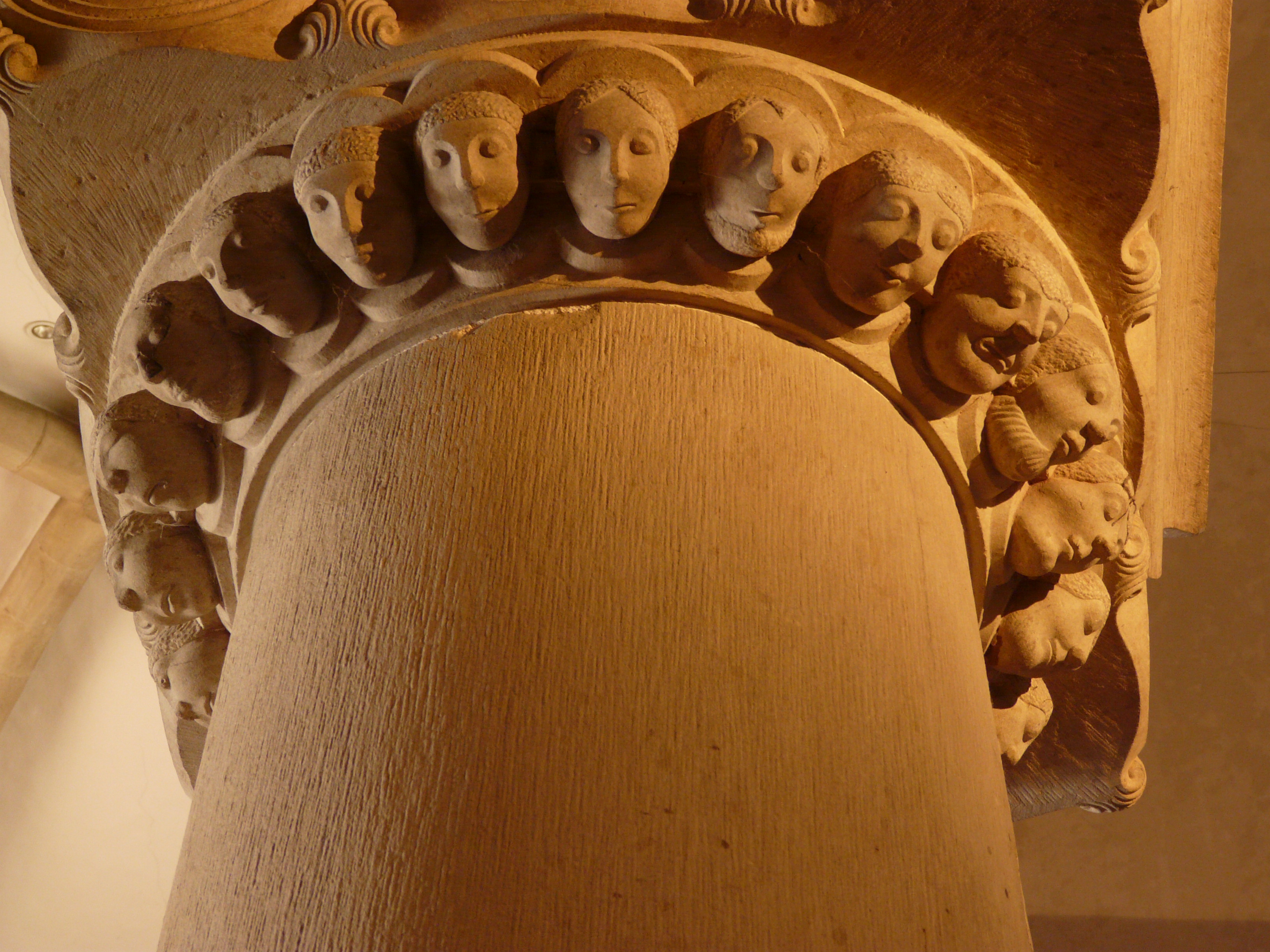
Köpfekapitell

- Kelchblockkapitell: der untere Teil des Kapitells in Kelchform (d. h. nach oben konisch sich verbreiternd), der obere Teil als quadratischer Block ausgebildet romanisches Kapitell
- Kelchkapitell nach oben konisch sich verbreiterndes Kapitell, in der Regel durchgehend rund, die Überleitung ins Quadrat erfolgt erst mit der Deckplatte.
- Knollenkapitell
- Knospenkapitell: Kapitell mit Blattknospen, typische Form der Frühgotik, meist in schlanker Kelchform; (frz. chapiteau à crochets).
- Kompositkapitell: Aus verschiedenen, ursprünglich nicht zusammengehörenden Teilen bestehendes Kapitell. Ein Kapitell, das aus zwei Teilen besteht. Z. B.: Ein korinthisches Kapitell, auf das ein ionischer Abschluss aufgesetzt wurde. Es kam erst bei den Römern auf, hilft daher bei der Unterscheidung griechischer und römischer Säulen.
- Korbkapitell Kapitell mit geflochtenen Bändern, byzantinisch
- Korinthisches Kapitell: siehe auch Korinthische Ordnung
  - Vorstufe: Als Vorstufen des korinthischen Kapitells werden entweder Doppelvoluten-Kapitelle oder ionische Halsmantelkapitelle angesehen. Die Verbreitung der ältesten korinthischen Kapitelle auf der Peloponnes legen einen Bezug zu den gleichfalls peloponnesischen Doppelvoluten-Kapitellen nahe.
  - ... klassische Form: Den Kapitellkörper, Kalathos genannt, umgeben zwei versetzt angeordnete, unterschiedlich hohe Kränze aus je acht stilisierten Akanthusblättern. Aus den Eckblättern entwickeln sich sog. Caules, die jeweils zwei unterschiedlich stark gebildete Pflanzenstängel entlassen. Der kräftigere, Volute genannte Stängel wächst der Abakusecke entgegen, während der kleinere, Helix genannte Stängel sich zur Mitte der jeweiligen Ansichtfläche des Kapitellkörpers wendet. Die Voluten stützen gleichsam den Abakus, dessen Seitenflächen konkav geschwungen sind. Eine Rosette oder Abakusblume ziert die Mitte jeder der vier Abakusseiten.

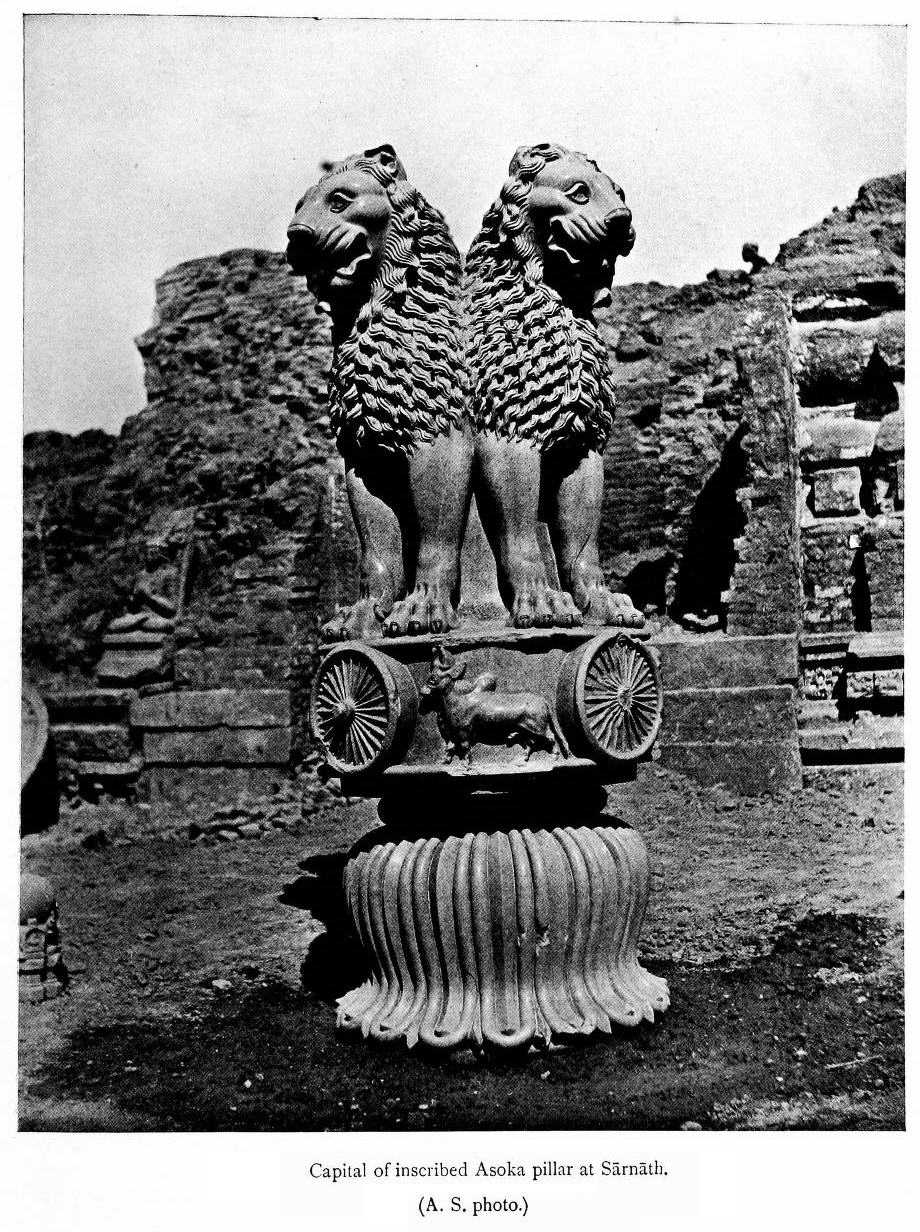
Lotoskapitell mit Löwen, Sarnath, Indien

  - ... mittelalterliche Form

### L
- Lilienkapitell
- Lotosknospenkapitell

### M
- Mukarnaskapitell

### N
- Nabatäisches Kapitell

### O
- Ochsenkopfkapitell

### P

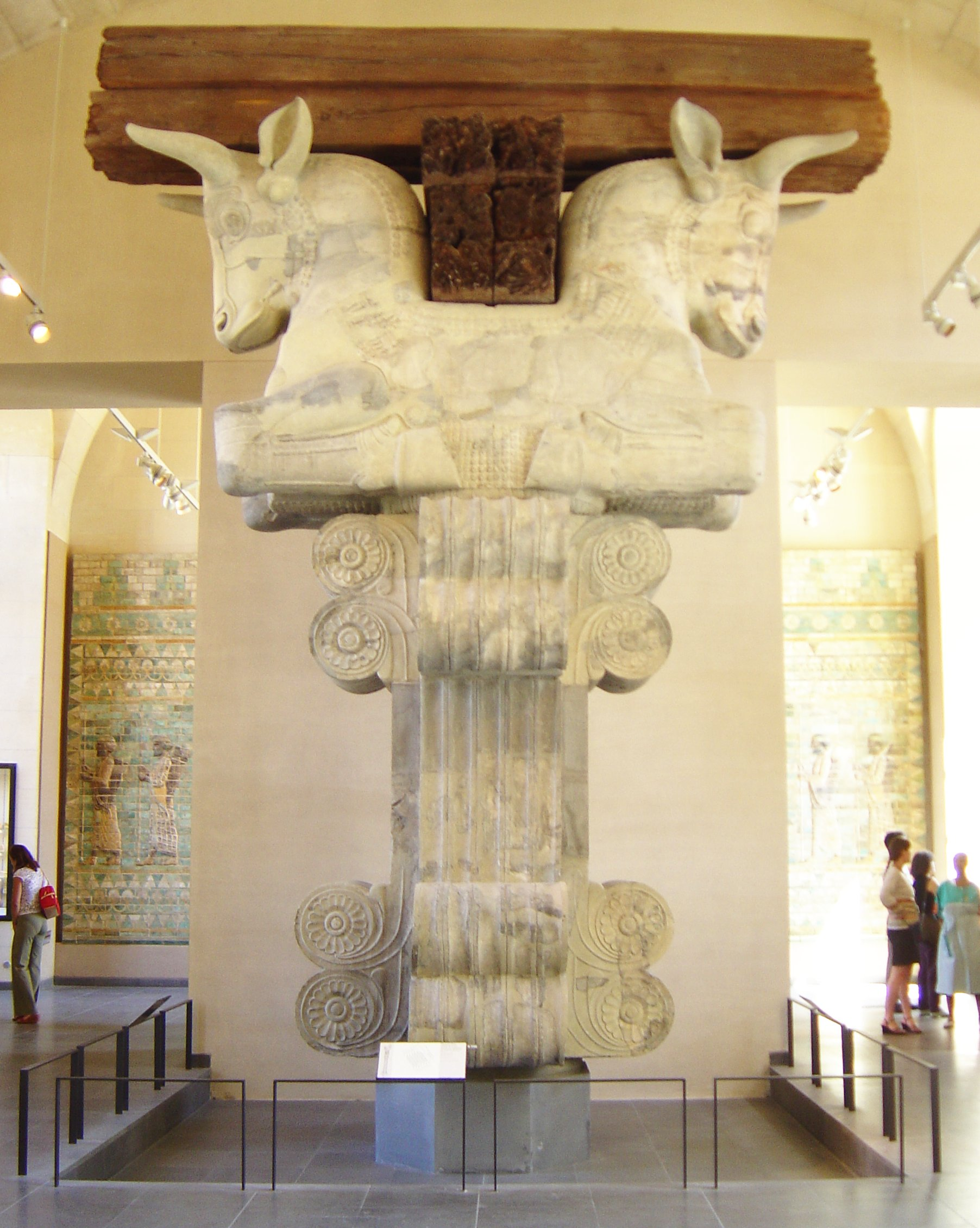
Persisches Kapitell

- Palmkapitell: zum einen ein Typus eines ägyptischen Kapitels[6], zum anderen eine alternative Bezeichnung für das romanische Hohlblatt- oder Pfeifenkapitell[7]
- Papyruskapitell: ein Sammelbegriff für eine Gruppe von ägyptischen Kapitellen, bei denen Papyrus-Stauden nachgebildet wurden:
  - Papyrusdoldenkapitell
  - Papyrusknospenkapitell
  - Palmetten-Papyrus-Kapitell: dieses Kapitell zeigt abwechselnd spitz zulaufende Palmwedel und kleine geschlossene Papyrusdolden, die farblich gegeneinander abgesetzt waren. Dieses Kapitell ist im Tempel von Philae zu finden.
- Persisches Kapitell: Typisch für das persische Kapitell, das auch achämenidisches Kapitell genannt wird, sind die Darstellungen von Tieren mit zwei Köpfen, meist Löwen oder Stiere, aber auch Mischwesen aus Mensch und Tier. Die Bedeutung dieser doppelköpfigen Wesen konnte noch nicht endgültig geklärt werden.
- Pfeifenkapitell: romanisches Kapitell, auch Hohlblatt-, Palm- oder Faltenkapitell[7] mit mehreren konkaven oder umgekehrt kegelstumpfartigen Gliederungen.
- Pilasterkapitell: das Kapitell eines Pilasters, eines flachen Wandpfeilers mit Basis und Kapitell.
- Pilzkapitell: ein romanisches Kapitell, das nur in der Ottonischen Zeit etwa von 950 bis in die zweite Hälfte des 11. Jahrhunderts verwendet wurde. Über einem „auffallend breiten und wulstigen Halsring“[8] erhebt sich eine gedrungene Kehle, auf der eine etwas auskragende, als nach oben zulaufendes Kugelsegment gestaltete Platte ruht, der charakteristische Pilzhut. Nach oben wird das Kapitell durch eine im Verhältnis zur Gesamthöhe ungewöhnlich hohe Deckplatte abgeschlossen, die gemeinsam mit dem Kapitell aus einem Block gearbeitet wurde. Bekannte Beispiele befinden sich in der Krypta von St. Wiperti in Quedlinburg.
- Polsterkapitell: Romanisches Kapitell, aus dem Würfelkapitell entwickelt, wobei das Kapitell kissenartig verdickt ist. Besonders im Wormser Dom und seiner Nachfolge verbreitet.

### R
- Rankenkapitell
- Renaissance-Kapitell

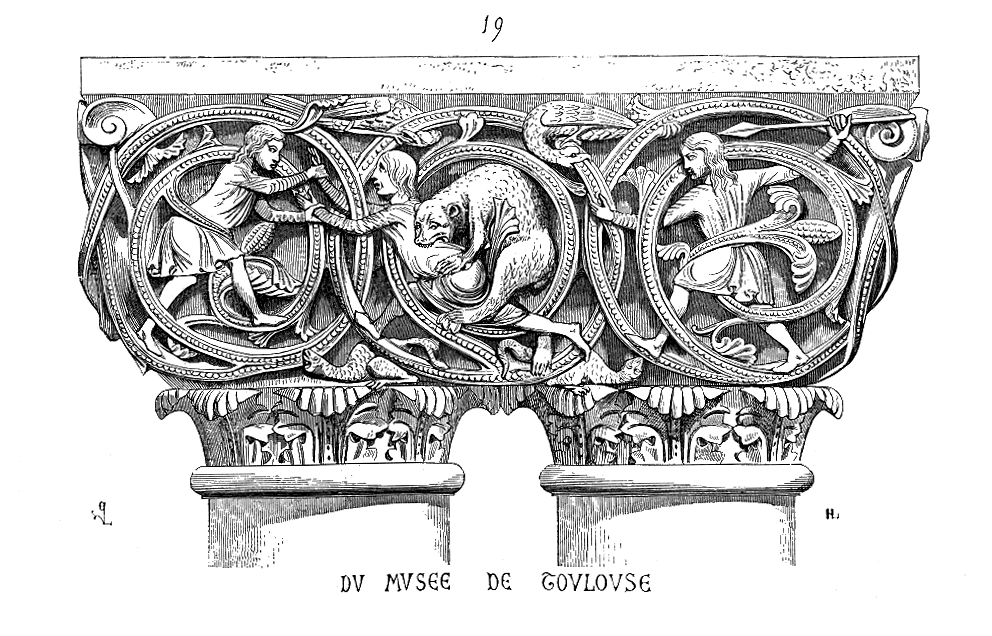
Rankenkapitell

- Romanisches Kapitell: Kapitellformen der Romanik sind Pfeifenkapitell, Pilzkapitell, Würfelkapitell, Kelchblockkapitell.

### S
- Schildkapitell: romanisches Kapitell Das Schildkapitell ist ein frühromanisches Würfelkapitell, bei dem die ebenen senkrechten Flächen mit leicht profilierten halbkreisförmigen Schilden versehen sind. Es findet sich hauptsächlich in der Lombardei, weshalb es auch lombardisches Kapitell genannt wird.
- Stalaktitenkapitell kommt in der islamischen Baukunst vor.
- Sistrumkapitell: ägyptisches Kapitell
- Sofakapitell

### T

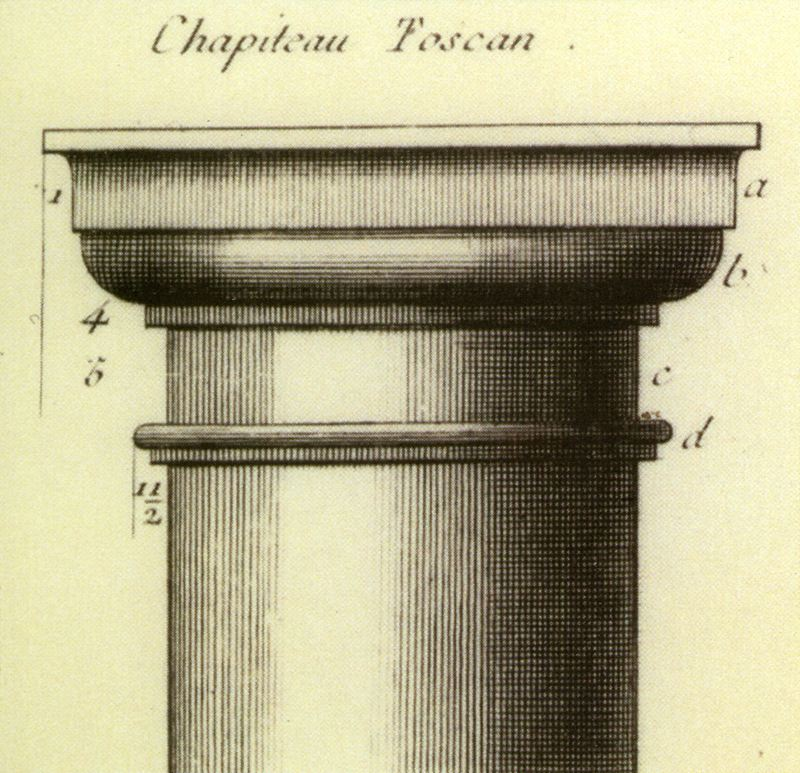
Toskanisches Kapitell

- Tellerkapitell
- Toskanisches Kapitell
- Trapezkapitell

### V
- Volutenkapitell

### W

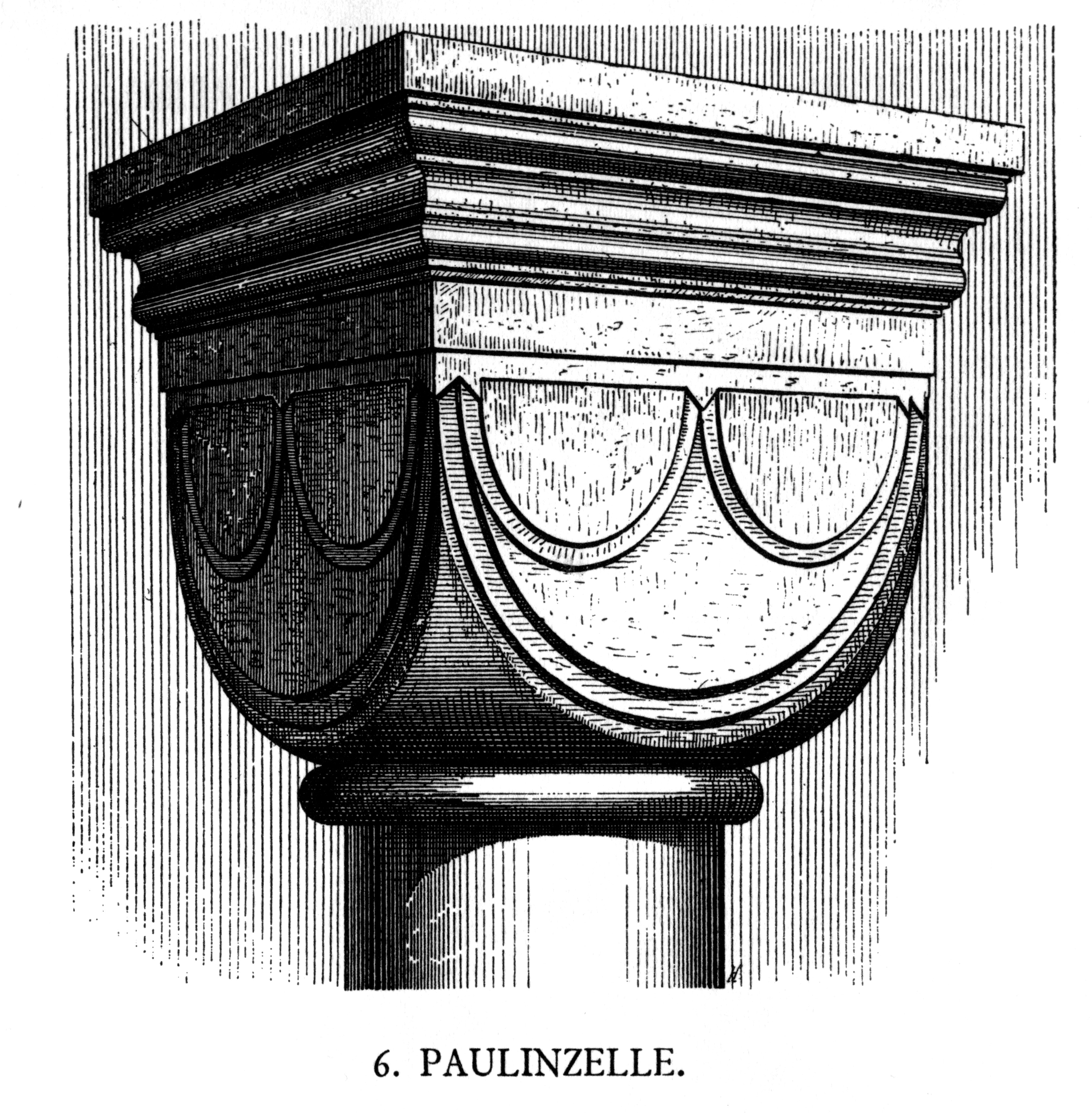
Würfelkapitell
(mit Doppelschild)

- Weinblattkapitell: romanisches Kapitell
- Würfelkapitell: eine Form des romanisches Kapitells. Das Würfelkapitell gilt als charakteristische Form der romanischen Architektur in Deutschland, Oberitalien und England. Es ist nicht gesichert, dass es in seiner reinen stereometrischen Form in der ottonischen Michaeliskirche Hildesheim erfunden wurde, doch ist dort im frühen 11. Jahrhundert sein erstes gesichertes Auftreten festzustellen.[9] Formal ist das Würfelkapitell eine Überleitung der runden Säule zum quadratischen Kämpfer. Geometrisch handelt es sich um eine Halbkugel mit abgeschnittenem Segment als Säulenauflager, der ein Würfel so eingeschrieben wird, dass die Schnittflächen mit der Halbkugel Halbkreise ergeben. In der praktischen Durchführung handelt es sich allerdings oft um einen Würfel mit unten abgerundeten Kanten und seitlich eingearbeiteten Halbkreisen.[10] Das einfache Würfelkapitell ist Ausgangspunkt reicherer Formen, z. B. für die sogenannte Hirsauer Nase.

### Z
- Zeltstangenkapitell: ägyptisches Kapitell. Das Zeltstangenkapitell ist ein äußerst selten zu findendes Kapitell der ägyptischen Baukunst. Die Glockenform des Kapitells ähnelt dem glockenförmigen Aufsatz auf den Zeltstangen, woher es seinen Namen hat. Zeltstangenkapitelle wurden nur in der 18. Dynastie in Karnak und Theben errichtet.
- Zungenblattkapitell: romanisches Kapitell
- Ziegelwürfelkapitell: Das Ziegelwürfelkapitell sieht aus wie ein Trapezkapitell und ist aus an den Kanten abgeschliffenen Ziegelsteinen hergestellt.

## Galerie

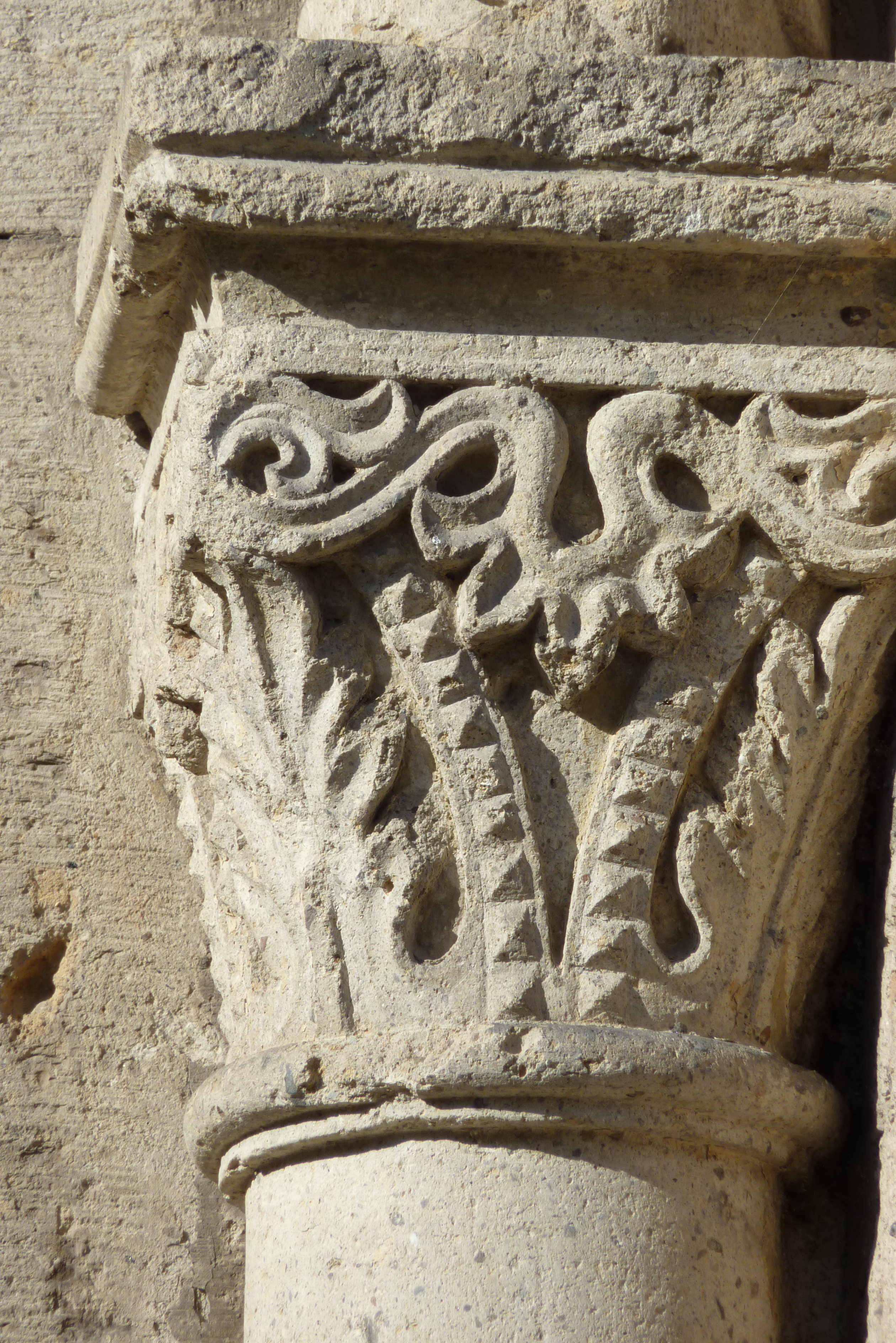
Blattkapitell
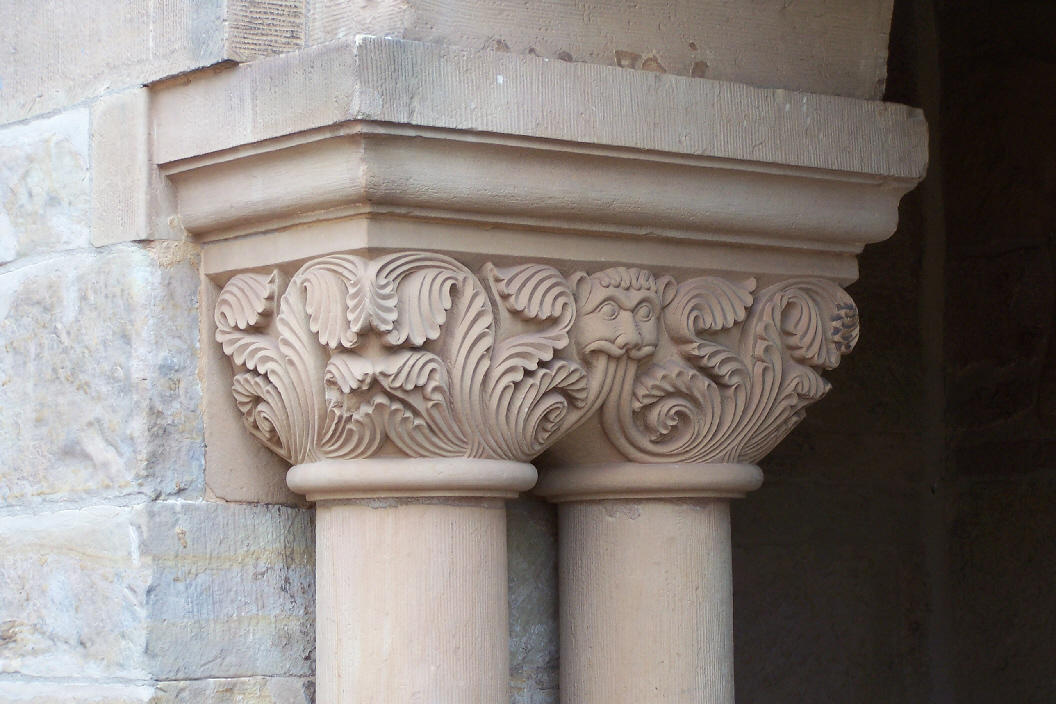
Doppelkapitell
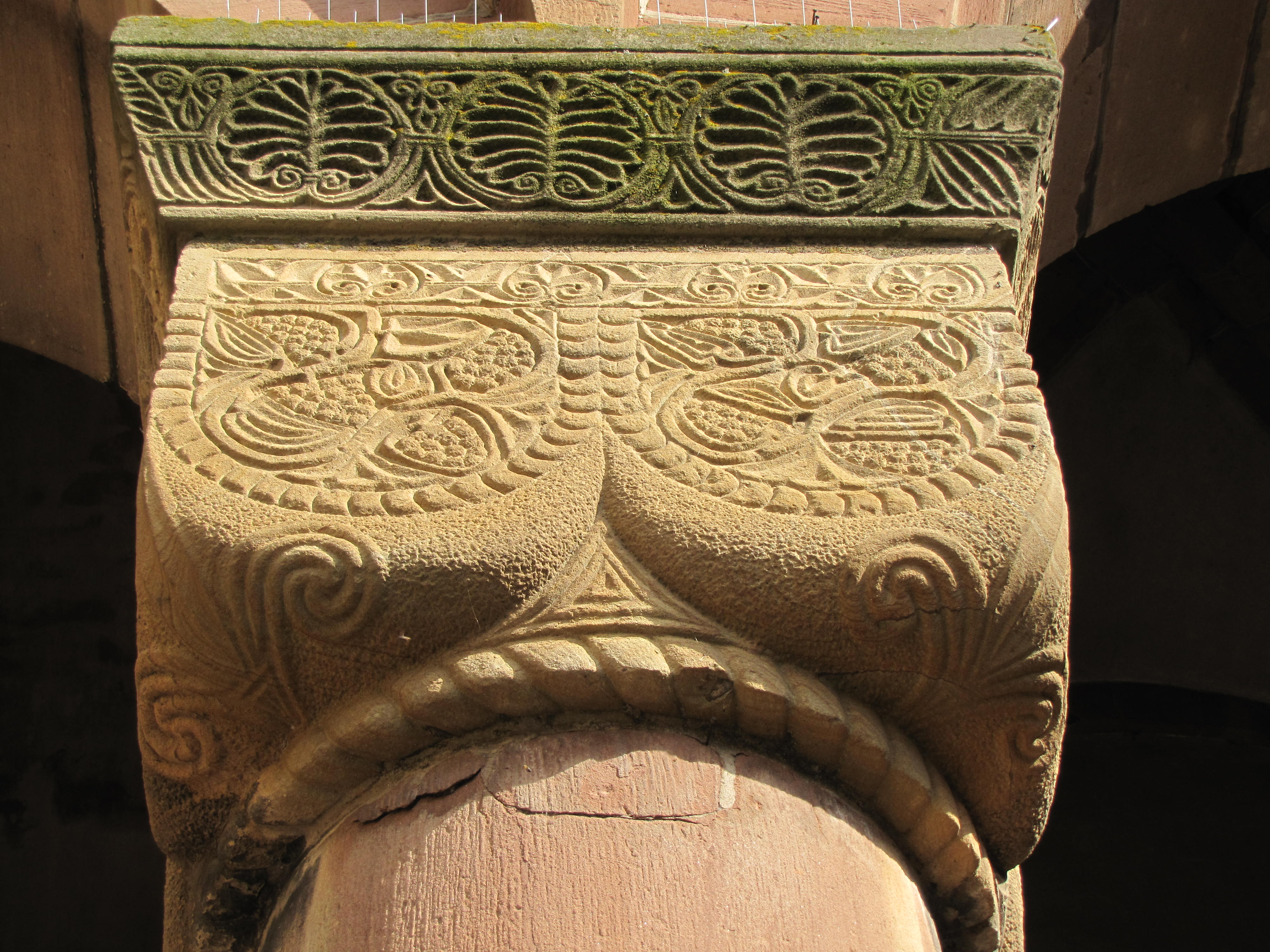
Doppelwürfelkapitell
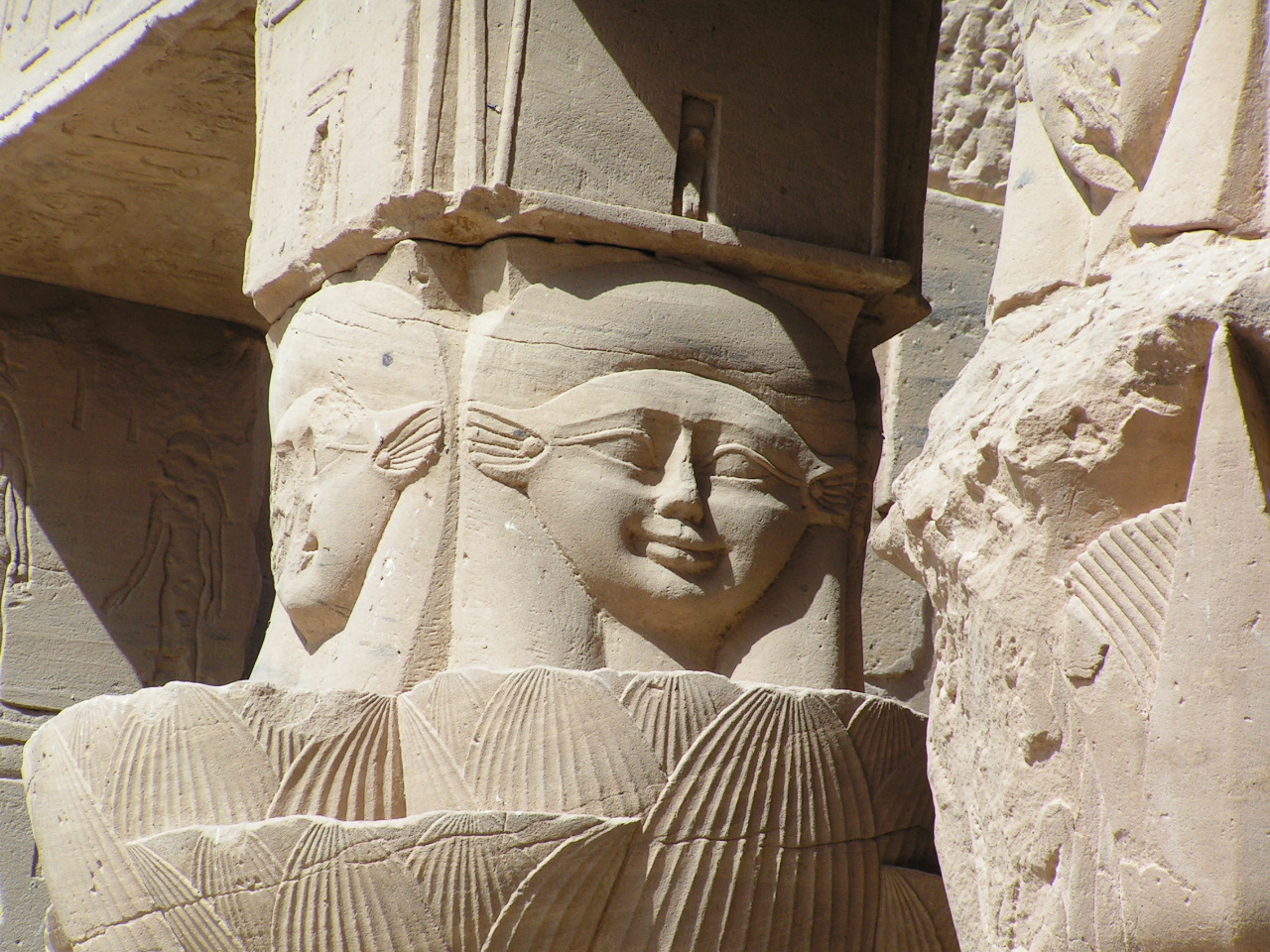
Hathor-Kapitell
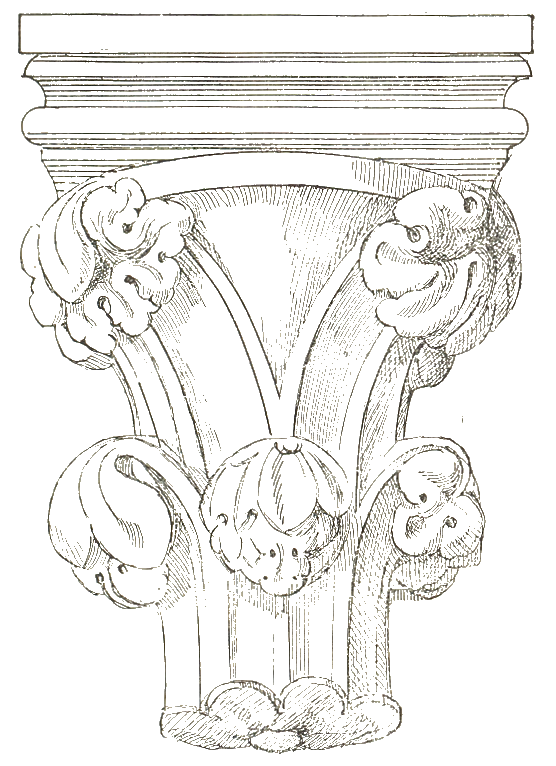
Kelchknospenkapitell
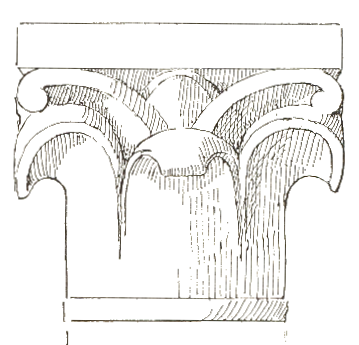
Zungenblattkapitell

## Heraldik
In der Heraldik ist das Kapitell eine seltene gemeine Wappenfigur im Wappen.
Gezeigt wird der mit Kapitell bezeichnete Säulenkopf. Die im Wappen gezeigte Form ist in der Wappenbeschreibung näher zu erklären: Zum Beispiel römisches oder griechisches Kapitell oder ähnlich. Alle heraldischen Tinkturen sind möglich. Als Teil der Wappenfigur Säule kann das Kapitell mit einer Flamme oder einer Figur noch reichhaltiger geschmückt sein

Wappen der Region Kalabrien